# Hakeem Oluseyi

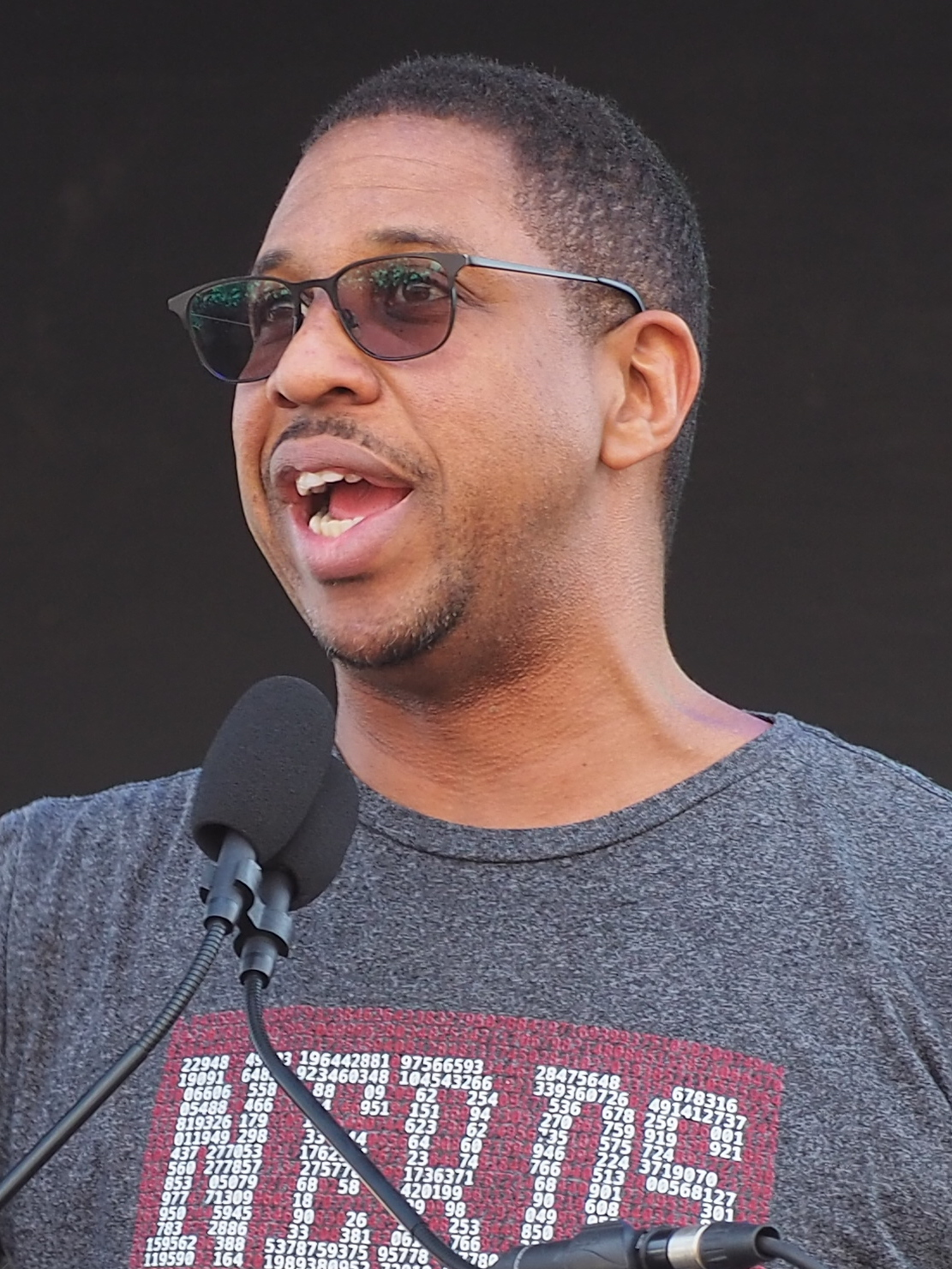
Hakeem Oluseyi

Hakeem Muata Oluseyi (bürgerlich James Edward Plummer Jr.; * 13. März 1967 in New Orleans) ist ein US-amerikanischer Astrophysiker, Kosmologe, Erfinder, Pädagoge, Wissenschaftskommunikator, Autor, Schauspieler, Veteran und humanitärer Helfer.

## Frühes Leben und Ausbildung
Nachdem sich seine Eltern scheiden ließen, zogen er und seine Mutter jedes Jahr in einen anderen Bundesstaat an der Südgrenze der USA. Er lebte in einigen der härtesten Viertel des Landes, darunter im 9. Bezirk von New Orleans und Watts, Los Angeles, Kalifornien. Er absolvierte die Mittelschule und die Oberschule im East Jasper School District und machte 1985 seinen Abschluss als Jahrgangsbester seiner High School. Oluseyi diente von 1984 bis 1986 in der US-Marine.
Oluseyi schrieb sich am Tougaloo College ein, wo er einen Bachelor of Science in Physik und Mathematik erwarb. 1991 wurde er Doktorand an der Stanford University. Er erwarb einen M.S. Abschluss in Physik im Jahr 1995. 1999 schloss er sein Physikstudium in Stanford mit einer Doktorarbeit unter der Leitung von Arthur B. C. Walker Jr. ab, der experimentelle Weltraumforschung lehrte. Unter Walkers Anleitung half Oluseyi dabei, das Multi-Spectral Solar Telescope Array (MSSTA), das Pionierarbeit bei der Bildgebung des Übergangsbereichs und der Korona der Sonne im extremen Ultraviolett- und weichen Röntgenbereich bei normalem Einfall leistete, zu entwerfen, zu bauen, zu kalibrieren und auf den Markt zu bringen.

## Karriere
Von 1999 bis 2001 arbeitete er in der Halbleiterforschung bei Applied Materials. Von 2001 bis 2004 war er wissenschaftlicher Mitarbeiter am Lawrence Berkeley National Laboratory und arbeitete an der Dark Energy Camera und dem Vera C. Rubin Observatory.
Von 2007 bis 2019 war er an der Fakultät des Florida Institute of Technology im Rahmen einer Forschungsprofessur in der Fakultät für Luft- und Raumfahrt, Physik und Weltraumwissenschaften tätig. Von 2016 bis 2019 war er an das NASA-Hauptquartier in Washington D.C. abgeordnet, wo er im Rahmen des Intergouvernemental Personnel Act Mobility Program als Bildungsmanager für Weltraumwissenschaften für das Science Mission Directorate der NASA tätig war.
Oluseyi wurde 2021 zum Visiting Robinson Professor an der George Mason University ernannt, eine Auszeichnung, mit der die Universität herausragende Lehrkräfte auszeichnet.
Im Jahr 2021 veröffentlichte er eine Autobiografie mit dem Titel „A Quantum Life: My Unlikely Journey from the Street to the Stars“, die er gemeinsam mit Joshua Horwitz verfasste. Seit 2022 ist Oluseyi Präsident der National Society of Black Physicists.
Seine bekanntesten wissenschaftlichen Beiträge sind Forschungen zum Massen- und Energietransfer durch die Sonnenatmosphäre; die Entwicklung weltraumgestützter Observatorien zur Untersuchung astrophysikalischer Plasmen und dunkler Energie; und die Entwicklung transformativer Technologien in der Ultraviolettoptik, Detektoren, Computerchips, und Ionenantrieb.
Im Jahr 2021 führte Oluseyi eine Untersuchung zur Rolle des ehemaligen NASA-Administrators James Webb im „Lavender Scare“–Skandal der 1950er und 1960er Jahre durch, nachdem eine Reihe von Wissenschaftlern und Journalisten Bedenken hinsichtlich der Benennung des neuen NASA-Weltraumteleskops nach ihm geäußert hatten. Entgegen den Behauptungen von Webbs Kritikern stellte Oluseyi fest, dass es keine Beweise dafür gab, dass Webb darin verwickelt war. Seine Feststellung wurde später durch einen vollständigen Bericht der NASA selbst bestätigt.

## Medien
In Deutschland ist Oluseyi durch die Reihen „Das Universum – Eine Reise durch Raum und Zeit“ und „Strip the Cosmos“ bekannt.
Er verfasste wissenschaftliche Artikel für die Nachrichtenmedien, darunter die Washington Post. Er hat seine Stimme und sein wissenschaftliches Fachwissen dem Videospiel ExoTrex: A Space Science Adventure Game zur Verfügung gestellt.
Er ist Mitautor des populärwissenschaftlichen Kinderbuchs „Discovery Spaceopedia: The Complete Guide to Everything Space“.

## Privates
Oluseyi lernte seine Frau Jessica am Tougaloo College kennen. Sie haben eine Tochter und einen Sohn. Oluseyi hat einen Sohn aus einer früheren Beziehung.
1996 änderte er seinen Namen in Hakeem (Arabisch für „weise“), Muata („der, der die Wahrheit spricht“ auf Suaheli) Oluseyi („Gott hat dies getan“ auf Yoruba).